# サミュエル・デ・マレ

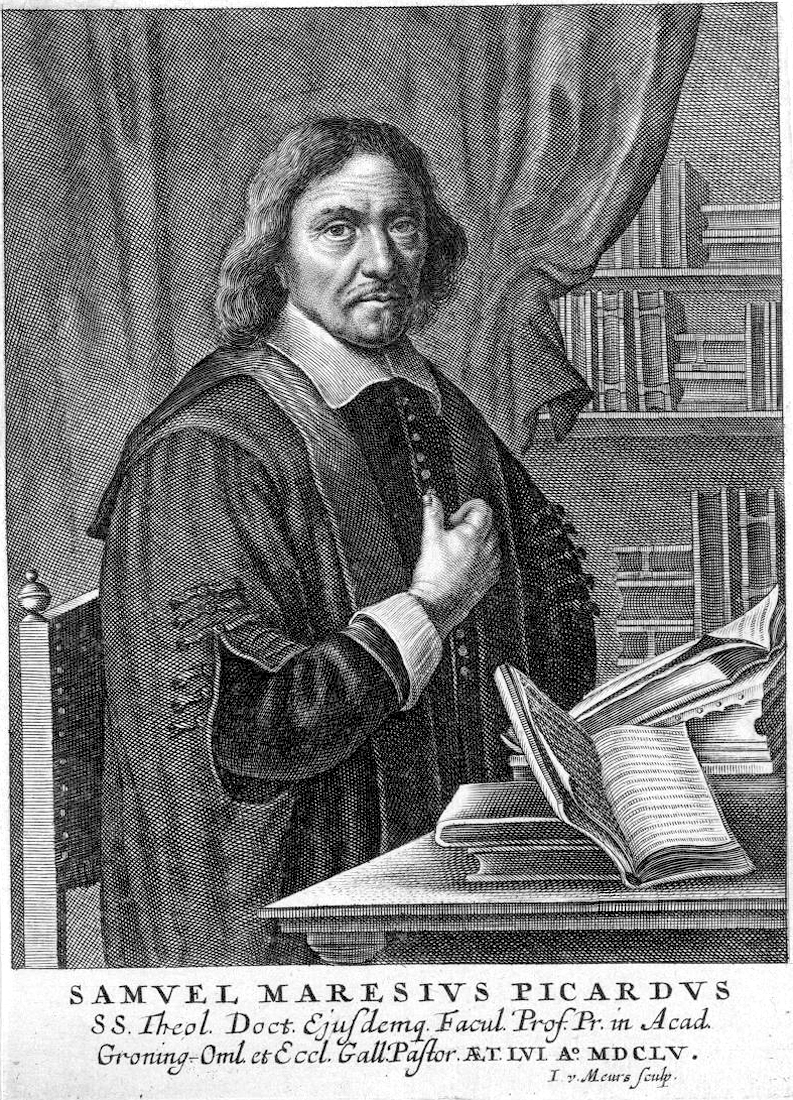
サミュエル・デ・マレ (1599-1673) (Jacob van Meurs, 1655)

サミュエル・デ・マレ（仏:Samuel Des Marets ないしは Desmarets、ラテン語:Samuel Maresius、1599年 - 1673年) は、フランスに生まれ、主としてオランダで活動したプロテスタント神学者である。日本語表記では「サミュエル・デ・マレ」あるいは「サムエル・マレシウス」と呼ばれる。

## 生涯
サミュエル・デ・マレは、北フランスのピカルディに生まれた。パリで学び、その後ソミュール・アカデミーでフランシスクス・ゴマルスの指導下に入った。ドルト会議の時にはジュネーヴに滞在していた。1620年に聖職者に任じられ、ランで司牧活動にあたった。カトリック教会の宣教師たちとの論争の結果、身の危険を感じ、1624年にランを後にした。この行動は批判を招くことになる。
1625年にスダン・アカデミーの教授、1632年にマーストリヒトの牧師、1636年にスヘルトーヘンボススの牧師・教授、そして1643年にフローニンゲン大学の教授になった。その名声のために、ソミュール、マールブルク、ローザンヌ、ライデンの各地から招聘を受けることになった。フローニンゲンにて1673年3月18日になくなった。

## 著作
デ・マレは100冊以上の書物を著した。『神学体系』（フローニンゲン、1645年；第4版、1673年。デ・マレの著作リストが付録となっている）はスコラ学的な作法で書かれており、教科書として広く利用された。著述家としてのデ・マレの活動は、主に論争に費やされた。攻撃の対象は、カトリック教会、ソッツィーニ派、アルミニウス主義、ジャン・ダイエらアミロー主義者、千年王国主義などであった。